# Sam Hou-fai

Sam Hou-fai  (chinês tradicional: 岑浩輝) (Zhongshan, maio de 1962) é um político de Macau, ex-Juiz e advogado,e o atual Chefe do Executivo de Macau, desde dezembro de 2024. Anteriormente, desempenhou as funções de 1º Presidente do Tribunal de Última Instância de Macau, o mais alto tribunal de Macau, China. 

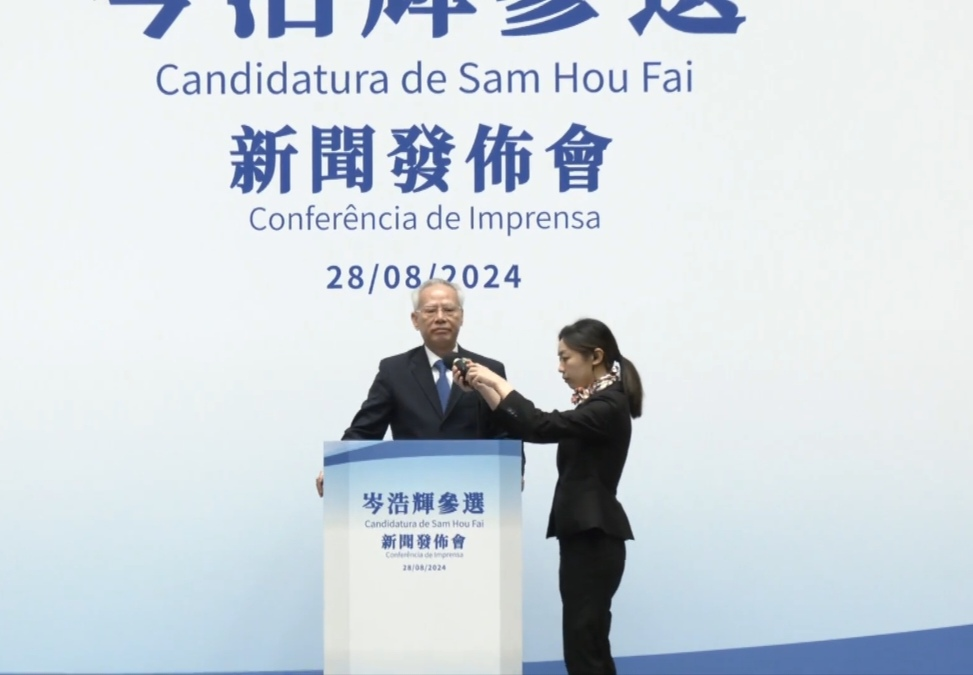
Sam Hou Fai declara a sua candidatura, 28 de agosto de 2024

## Biografia
Sam nasceu em maio de 1962 na China e foi criado em Zhongshan. Depois de ingressar na universidade em 1978, ingressou na faculdade de direito em 1981 e obteve o seu bacharelato em direito pela Universidade de Pequim, na China continental. Depois de exercer advocacia na China, mudou-se para Macau em 1986, estudou na Universidade de Coimbra e ingressou no Ministério Público de Macau em 1995. Sam, juntamente com importantes funcionários macaenses nascidos na China Continental, incluindo Wong Sio Chak e Cheong Weng Chon, são amplamente considerados entre os 13 funcionários escolhidos a dedo por Pequim para serem formados para se tornarem a futura equipa de governo da cidade. 

## Carreira política
A 26 de agosto de 2024, o Chefe do Executivo Ho Lat-seng anunciou a demissão de Sam do cargo de Presidente do Tribunal de Última Instância e a sua intenção de concorrer às eleições para Chefe do Executivo de 2024. 
Sam obteve 386 das 400 nomeações da Comissão Eleitoral antes do prazo final de 12 de setembro, representando 96,5% dos seus membros, o que o torna o único candidato às eleições para chefe do executivo. 

## Posições políticas

### Política económica
Sam criticou o domínio dos centros de jogo na economia de Macau. Disse que o crescimento dos casinos sobrecarregou os recursos, como a mão-de-obra, e estreitou as opções de carreira dos jovens, e apelou à diversificação fora da indústria. 
Sam prometeu apoiar o desenvolvimento a longo prazo do negócio local e sublinhou que a integração no desenvolvimento nacional “é a política mais importante para o desenvolvimento futuro de Macau”. 